# Bołtysz
Bołtysz (także Bołtyszka, ukr. Бовтиш, Bowtysz, Бовтишка, Bowtyszka) – rzeczka (struga) na Ukrainie płynąca w granicach rejonu ołeksandriwskiego w obwodzie kirowohradzkim; lewy (północno-zachodni) dopływ Tiasmina.
Niegdyś wraz z Taśminem Suchym (Suchyj Tiasmin) zwana Taśminem Gołym. 
Przepływa przez krater Bołtysz oraz przez wsie Mykołajiwkę, Rozumówkę, Bołtyszkę, Iwanhorod, Borki.